# 塔蕾假卫矛
塔蕾假卫矛（学名：Microtropis pyramidalis）是卫矛科假卫矛属的植物，是中国的特有植物。分布于中国大陆的广西、云南等地，生长于海拔800米至1,500米的地区，多生长于山谷溪边和密林湿地，目前尚未由人工引种栽培。